# Castellane
Castellane (occitană Castelana) este un oraș din Franța, sub-prefectură a departamentului Alpes-de-Haute-Provence în regiunea Provence-Alpi-Coasta de Azur. 
Cu aproximativ 1.500 de locuitori, Castellane are distincția de a fi cea mai puțin populată subprefectură din Franța.
Orașul Castellane este un oraș foarte vechi situat în amonte de Cheile Verdonului. Orașul este situat la o altitudine de 724 de metri.
Castellane este unul dintre cele 46 de municipii aparținând parcului natural regional Verdon.
1. ↑  répertoire géographique des communes, accesat în 26 octombrie 2015
2. ↑  Q133878296, 2016
3. ↑  dataset of postal codes in France, 1 octombrie 2018